# Jemadia brevipennis
Espèce
Jemadia brevipennis est une espèce de lépidoptères de la famille des Hesperiidae, de la sous-famille des Pyrginae et de la tribu des Pyrrhopygini.

## Systématique
L'espèce Jemadia brevipennis a été décrite par William Schaus en 1902,.

## Description
Jemadia brevipennis est un papillon au corps trapu et au thorax marron rayé en long de bandes de poils blancs. Son envergure est d'environ 55 mm.
Les ailes sont de couleur vert olive foncé marquées aux ailes antérieures de plages blanches avec une ligne jaune clair métallisé et une autre ligne jaune clair métallisé proche de la partie basale, qui, aux ailes antérieures se continue le long du bord interne.
Le revers est semblable.

## Écologie et distribution
Jemadia brevipennis est présent au Brésil et au Paraguay,.

### Protection
Pas de statut de protection particulier.

## Publication originale
- (en) William Schaus, « Descriptions of new American butterflies », Proceedings of the United States National Museum, Washington, Inconnu, vol. 24, no 1262,‎ 1902, p. 383–460 (ISSN 0096-3801 et 2377-6560, OCLC 1259735, DOI 10.5479/SI.00963801.1262.383, lire en ligne).